# Kromberg & Schubert

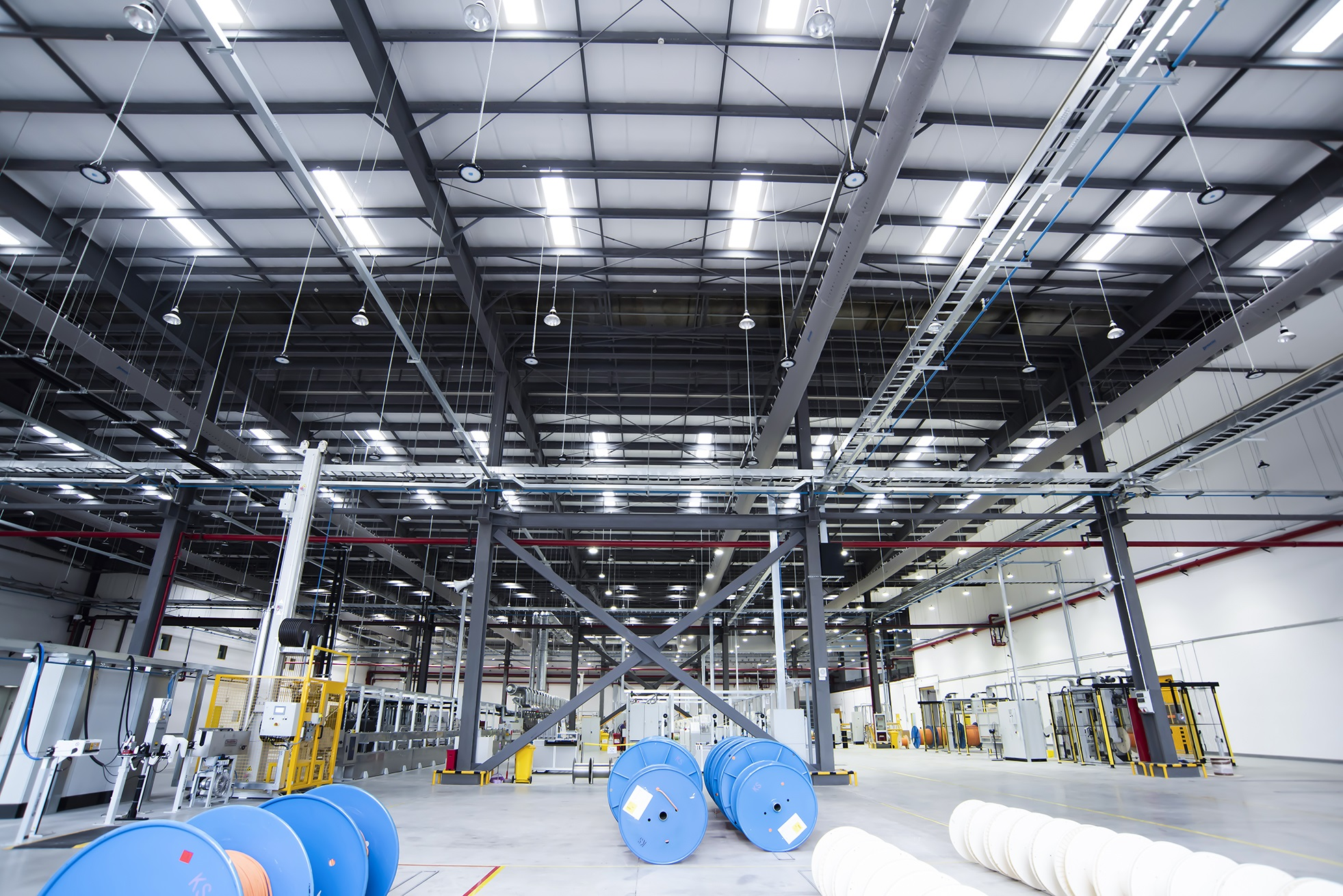
Kabelwerk Kromberg & Schubert

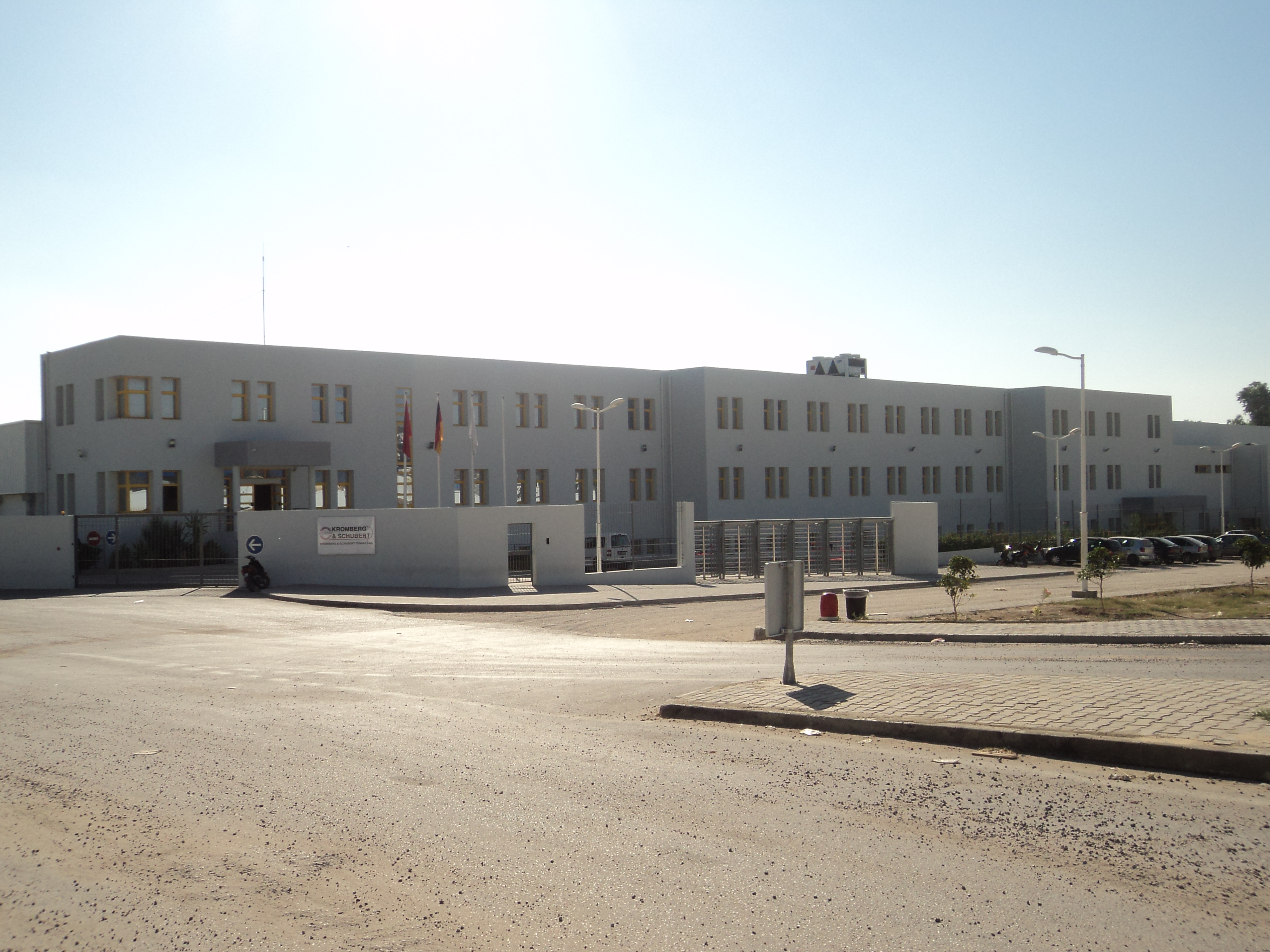
Fabrik in Beja

Kromberg & Schubert (kurz: Kroschu) ist ein Hersteller von Bordnetzsystemen für die Automobilindustrie, Spezialkabeln für andere Industriezweige und Kunststoffteilen. Das Unternehmen verfügt über 48 Standorte weltweit. Kromberg & Schubert ist Tier-1-Zulieferer vieler großer Automobilhersteller (OEM) und stellt für diese Kabelsätze her, die für die elektrische Versorgung und die Kommunikation innerhalb des gesamten Fahrzeugs genutzt werden. Neben Kabelsystemen für PKW werden auch Produkte für den Einbau in Nutzfahrzeugen und Krafträdern angeboten.

## Geschichte
Das Unternehmen wurde 1902 durch Paul Kromberg und Ernst Schubert in Barmen gegründet und bekam als Kabelfabrikant die Farbe Lila zur Kennzeichnung seiner Produkte zugewiesen. Nach dem Tod von Ernst Schubert 1916 wurde Paul Kromberg alleiniger Unternehmensinhaber. Bis zum Tod Krombergs 1937 entwickelte sich das Unternehmen zu einem wichtigen Zulieferer der Schwachstromtechnik und belieferte bereits Automobilhersteller wie die Adlerwerke, Daimler-Benz, DKW, Opel und Stoewer. Nachfolger Paul Krombergs als geschäftsführender Gesellschafter wurde dessen Sohn Otto, der damit ein Unternehmen mit 500 Mitarbeitern übernahm. Während des Zweiten Weltkriegs fokussierte sich Kromberg & Schubert im Zuge der Kriegsproduktion auf die Fertigung von Feldkabeln und Torpedokabelsätzen. Nach der Zerstörung von rund 80 % des Betriebsgeländes musste die Produktion nach dem Weltkrieg neu aufgebaut werden. 1952 zählte das Unternehmen im 50. Jahr seines Bestehens wieder 380 Mitarbeiter. Nach dem Hinscheiden Otto Krombergs 1958 übernahm dessen Witwe Gerda die Unternehmensführung. Unter ihrer Leitung wurde 1959 in Renningen der erste Standort außerhalb Wuppertals eingeweiht. In den folgenden Jahren wurden mehrere Auslandsniederlassungen und Produktionsstätten in Deutschland eröffnet. Bereits 1969 zählte Kromberg & Schubert 1300 Festangestellte. Im Jahr 1973 trat Hans-Otto Kromberg in das Unternehmen ein. Er ist bis heute Mitglied der Geschäftsführung. Die Kabelproduktion wurde ab 1988 von Wuppertal nach Rhede im Münsterland verlagert und somit der Grundstein für das Kabelwerk der Kroschu-Gruppe, Kromberg & Schubert GmbH Cable & Wire gelegt. Mit der Expansion ab den 1990er Jahren wuchs neben der Produktion in Deutschland auch die Bedeutung der Produktionsstandorte im europäischen Ausland und auf anderen Kontinenten. Im Jahr 2019 wurde im chinesischen Taicang ein zweites Kabelwerk eröffnet, in welchem das eigene Kabelportfolio für den asiatischen Raum adaptiert wird. Heute zählt Kromberg & Schubert mit über 50.000 Mitarbeitenden  zu den führenden Anbietern von Bordnetzsystem in der Automobilbranche. Zu den Hauptkunden zählen unter anderem Audi, BMW, VW und Mercedes.